# قشلاق سيدلر صاحب عيسي زادة (مقاطعة بيله سوار)
قشلاق سیدلر صاحب عیسی زادة (بالفارسية: قشلاق سیدلر صاحب عیسی زاده) هي منطقة سكنية تقع في إيران في أردبيل.